# Кабда
Кабда (кабза, араб. قبضة‎) — мера длины в мусульманских странах, не имеющая определённого значения и примерно соответствующая ширине кулака. В Средней Азии для обозначения ширины кулака чаще использовался термин кабза. Кабда, как правило, равна 4 асбам (ширине пальца) и в Средние века составляла 1/6 зиры (локтя). Так как, асба и зира в разное время и в разных странах имели разную величину, то и, зависящая от их размера, величина кабды также колебалась:
- Кабда «чёрного» локтя, то есть 54,04/6 ≈ 9,01 см[2].
- Кабда канонического локтя, то есть 49,875/6 ≈ 8,31 см[2].
- Египетская кабда (XIX век) = 5 египетским асбам = 15,675 см[2].

Также использовалась величина кабда с асба каима (кулак с поднятым большим пальцем), которая равнялась семи асбам.